# Jean Vaillant (relieur)
Pour les articles homonymes, voir Jean Vaillant (homonymie) et Vaillant.
Jean Henri Maurice Vaillant, né à Paris 6e le 17 décembre 1885 et mort le 12 mars 1947, est un libraire et relieur français actif de 1900 à 1956.

## Biographie
Il est le fils de l'éditeur et libraire Nicolas-Constant Vaillant et d'Anne-Marie Flammarion. En 1911, ses témoins de mariage sont l'astronome Camille Flammarion et l'éditeur Ernest Flammarion, ses oncles.
Jean Vaillant dirige l'atelier de reliure de l'éditeur Flammarion. Son travail ne se limite pas à relier exclusivement des ouvrages publiés par Flammarion.
En 1932, il est domicilié à Monte-Carlo.

## Signatures
- Flammarion
- Flammarion Vaillant